# Észtország a 2002. évi téli olimpiai játékokon
Észtország az egyesült államokbeli Salt Lake Cityben megrendezett 2002. évi téli olimpiai játékok egyik részt vevő nemzete volt. Az országot az olimpián 5 sportágban 17 sportoló képviselte, akik összesen 3 érmet szereztek.

## Biatlon
Férfi
| Versenyző                                                    | Versenyszám           | Lövőhiba          | Időeredmény   | Helyezés      |
| ------------------------------------------------------------ | --------------------- | ----------------- | ------------- | ------------- |
| Dimitri Borovik                                              | 10 km sprint          | 2 (1+1)           | 26:50,1       | 30.           |
| Dimitri Borovik                                              | 12,5 km üldözőverseny | 2 (1+0+0+1)       | 35:33,1       | 26.           |
| Dimitri Borovik                                              | 20 km egyéni          | 5 (0+2+1+2)       | 58:02,5       | 56.           |
| Roland Lessing                                               | 10 km sprint          | 2 (2+0)           | 28:34,4       | 70.           |
| Roland Lessing                                               | 20 km egyéni          | 3 (2+1+0+0)       | 57:08,4       | 45.           |
| Janno Prants                                                 | 10 km sprint          | 3 (1+2)           | 27:29,2       | 45.           |
| Janno Prants                                                 | 12,5 km üldözőverseny | 4 (4+ – + – + – ) | nem ért célba | nem ért célba |
| Janno Prants                                                 | 20 km egyéni          | 6 (0+2+3+1)       | 59:14,0       | 63.           |
| Indrek Tobreluts                                             | 10 km sprint          | 2 (0+2)           | 27:31,1       | 48.           |
| Indrek Tobreluts                                             | 12,5 km üldözőverseny | 3 (1+0+1+1)       | 36:57,4       | 41.           |
| Indrek Tobreluts                                             | 20 km egyéni          | 4 (1+1+0+2)       | 57:52,1       | 53.           |
| Janno Prants Indrek Tobreluts Dimitri Borovik Roland Lessing | 4 × 7,5 km váltó      | 1+11              | 1:28:38,2     | 11.           |

## Északi összetett
| Versenyző     | Versenyszám        | Síugrás | Síugrás | Síugrás    | Sífutás    | Sífutás    | Összesítés | Összesítés |
| Versenyző     | Versenyszám        | Pont    | Hely.   | Időhátrány | Idő        | Hely.      | Idő        | Helyezés   |
| ------------- | ------------------ | ------- | ------- | ---------- | ---------- | ---------- | ---------- | ---------- |
| Jens Salumäe  | Normálsánc + 15 km | 220,5   | 25.     | +3:55      | 44:32,4    | 43.        | 48:27,4    | 40.        |
| Jens Salumäe  | Nagysánc + 7,5 km  | 111,8   | 7.      | +0:45      | 18:44,2    | 39.        | 19:29,2    | 37.        |
| Tambet Pikkor | Normálsánc + 15 km | 213,0   | 29.     | +4:33      | nem indult | nem indult | kiesett    | kiesett    |
| Tambet Pikkor | Nagysánc + 7,5 km  | 96,7    | 31.     | +1:42      | 18:56,1    | 40.        | 20:38,1    | 40.        |

## Műkorcsolya
| Versenyző      | Versenyszám  | Rövid program     | Rövid program | Rövid program | Kűr               | Kűr     | Kűr         | Összesítés         | Összesítés |
| Versenyző      | Versenyszám  | Több. hely. száma | Hely.         | Hely. pont.   | Több. hely. száma | Hely.   | Hely. pont. | Helyezési pontszám | Helyezés   |
| -------------- | ------------ | ----------------- | ------------- | ------------- | ----------------- | ------- | ----------- | ------------------ | ---------- |
| Margus Hernits | Férfi egyéni | 9×27+             | 27.           | 13,5          | kiesett           | kiesett | kiesett     | kiesett            | kiesett    |

## Sífutás
Férfi
| Versenyző                                        | Versenyszám     | Selejtező | Selejtező | Negyeddöntő | Negyeddöntő | Elődöntő | Elődöntő | B döntő | B döntő | Döntő     | Döntő    |
| Versenyző                                        | Versenyszám     | Idő       | Hely.     | Idő         | Hely.       | Idő      | Hely.    | Idő     | Hely.   | Idő       | Helyezés |
| ------------------------------------------------ | --------------- | --------- | --------- | ----------- | ----------- | -------- | -------- | ------- | ------- | --------- | -------- |
| Meelis Aasmäe                                    | 15 km           |           |           |             |             |          |          |         |         | 40:31,2   | 40.      |
| Meelis Aasmäe                                    | 50 km           |           |           |             |             |          |          |         |         | 2:27:18,8 | 48.      |
| Jaak Mae                                         | 15 km           |           |           |             |             |          |          |         |         | 37:50,8   |          |
| Priit Narusk                                     | Sprint          | 3:01,75   | 39.       | kiesett     | kiesett     | kiesett  | kiesett  | kiesett | kiesett | kiesett   | 38.      |
| Priit Narusk                                     | 15 km           |           |           |             |             |          |          |         |         | 43:03,2   | 57.      |
| Raul Olle                                        | 50 km           |           |           |             |             |          |          |         |         | 2:15:00,0 | 18.      |
| Pavo Raudsepp                                    | Sprint          | 3:01,04   | 35.       | kiesett     | kiesett     | kiesett  | kiesett  | kiesett | kiesett | kiesett   | 34.      |
| Pavo Raudsepp                                    | 30 km           |           |           |             |             |          |          |         |         | 1:23:08,3 | 60.      |
| Indrek Tobreluts                                 | Sprint          | 3:00,02   | 33.       | kiesett     | kiesett     | kiesett  | kiesett  | kiesett | kiesett | kiesett   | 32.      |
| Andrus Veerpalu                                  | 15 km           |           |           |             |             |          |          |         |         | 37:07,4   |          |
| Andrus Veerpalu                                  | 50 km           |           |           |             |             |          |          |         |         | 2:06:44,5 |          |
| Raul Olle Andrus Veerpalu Jaak Mae Meelis Aasmäe | 4 × 10 km váltó |           |           |             |             |          |          |         |         | 1:36:07,0 | 9.       |

| Versenyző    | Versenyszám              | 10 km klasszikus | 10 km klasszikus | 10 km szabad | 10 km szabad | Helyezés |
| Versenyző    | Versenyszám              | Idő              | Hely.            | Időhátrány   | Idő          | Helyezés |
| ------------ | ------------------------ | ---------------- | ---------------- | ------------ | ------------ | -------- |
| Jaak Mae     | 10 + 10 km üldözőverseny | 26:31,1          | 4.               | +0:23        | 24:05,1      | 8.       |
| Priit Narusk | 10 + 10 km üldözőverseny | 28:22,5          | 50.              | +2:15        | 27:38,2      | 53.      |

Női
| Versenyző       | Versenyszám | Selejtező | Selejtező | Negyeddöntő | Negyeddöntő | Elődöntő | Elődöntő | B döntő | B döntő | Döntő         | Döntő         |
| Versenyző       | Versenyszám | Idő       | Hely.     | Idő         | Hely.       | Idő      | Hely.    | Idő     | Hely.   | Idő           | Helyezés      |
| --------------- | ----------- | --------- | --------- | ----------- | ----------- | -------- | -------- | ------- | ------- | ------------- | ------------- |
| Piret Niglas    | 10 km       |           |           |             |             |          |          |         |         | 32:49,1       | 51.           |
| Katrin Šmigun   | 10 km       |           |           |             |             |          |          |         |         | 31:10,2       | 42.           |
| Katrin Šmigun   | 15 km       |           |           |             |             |          |          |         |         | 42:25,6       | 23.           |
| Katrin Šmigun   | 30 km       |           |           |             |             |          |          |         |         | 1:36:04,0     | 13.           |
| Kristina Šmigun | Sprint      | 3:20,94   | 25.       | kiesett     | kiesett     | kiesett  | kiesett  | kiesett | kiesett | kiesett       | 25.           |
| Kristina Šmigun | 10 km       |           |           |             |             |          |          |         |         | nem ért célba | nem ért célba |
| Kristina Šmigun | 15 km       |           |           |             |             |          |          |         |         | 40:33,6       | 7.            |
| Kristina Šmigun | 30 km       |           |           |             |             |          |          |         |         | 1:33:52,7     | 7.            |

| Versenyző       | Versenyszám            | 5 km klasszikus | 5 km klasszikus | 5 km szabad | 5 km szabad | Helyezés |
| Versenyző       | Versenyszám            | Idő             | Hely.           | Időhátrány  | Idő         | Helyezés |
| --------------- | ---------------------- | --------------- | --------------- | ----------- | ----------- | -------- |
| Piret Niglas    | 5 + 5 km üldözőverseny | 14:36,9         | 54.             | kiesett     | kiesett     | kiesett  |
| Kristina Šmigun | 5 + 5 km üldözőverseny | 13:51,5         | 19.             | +0:52       | 12:50,4     | 13.      |

## Síugrás
| Versenyző     | Versenyszám | Selejtező | Selejtező | 1. ugrás | 1. ugrás | 2. ugrás | 2. ugrás | Összesítés | Összesítés |
| Versenyző     | Versenyszám | Pont      | Hely.     | Pont     | Hely.    | Pont     | Hely.    | Pont       | Helyezés   |
| ------------- | ----------- | --------- | --------- | -------- | -------- | -------- | -------- | ---------- | ---------- |
| Jaan Jüris    | Normálsánc  | 79,0      | 44.       | kiesett  | kiesett  | kiesett  | kiesett  | kiesett    | kiesett    |
| Jaan Jüris    | Nagysánc    | 74,4      | 40.       | kiesett  | kiesett  | kiesett  | kiesett  | kiesett    | kiesett    |
| Tambet Pikkor | Nagysánc    | 39,0      | 52.       | kiesett  | kiesett  | kiesett  | kiesett  | kiesett    | kiesett    |
| Jens Salumäe  | Nagysánc    | 99,5      | 16.*      | 78,9     | 49.      | kiesett  | kiesett  | kiesett    | kiesett    |

* - egy másik versenyzővel azonos eredményt ért el